# Pristimera holdeniana
Pristimera holdeniana là một loài thực vật có hoa trong họ Dây gối. Loài này được (A.C. Sm.) A.C. Sm. miêu tả khoa học đầu tiên năm 1940.